# William Edwardes (2e baron Kensington)
William Edwardes, 2e baron Kensington (24 avril 1777-10 août 1852), est un pair un britannique et membre du Parlement. Il est l'instigateur du tristement célèbre canal de Kensington.

## Biographie
Il est le fils de William Edwardes (1er baron Kensington), qui représente Haverfordwest à la Chambre des communes pendant plus de 50 ans, et d'Elizabeth Warren. Il succède à son père comme second baron Kensington en 1801, mais comme il s'agit d'une pairie irlandaise, cela ne lui donne pas droit à un siège automatique à la Chambre des lords. Il est élu pour succéder à son père comme député de Haverfordwest en 1802, siège qu'il occupe jusqu'en 1818. Il appartient au parti Whig.
Lord Kensington épouse Dorothy Patricia Thomas, fille de Richard Thomas, en 1797; ils ont six fils et deux filles. Il est décédé en août 1852, à l'âge de 75 ans, et Edwardes Square, Londres W8 est nommé en son honneur. Son fils William lui succède. Un autre fils, George Warren Edwardes (1802-1879), devient gouverneur de Labuan.
Une place de Londres Edwardes Square, porte aujourd'hui son nom.